# اقدام مستقیم
اقدام مستقیم (انگلیسی: Direct action) از اصطلاحات نظامی است که در زمینه عملیات ویژه برای یورش‌های کوچک، شبیخون‌ها، کمین‌ها، اقدامات خرابکارانه و اقدامات مشابه استفاده می‌شود.
وزارت دفاع ایالات متحده، اقدام مستقیم را به عنوان «حملات کوتاه مدت و سایر اقدامات تهاجمی در مقیاس کوچک که به عنوان یک عملیات ویژه در محیط‌های خصمانه، انکار شده یا از نظر سیاسی حساس انجام می‌شود و از قابلیت‌های نظامی تخصصی برای تصرف، نابودی، بهره‌برداری، بازیابی یا آسیب رساندن به اهداف تعیین شده استفاده می‌کند» تعریف می‌نماید.
اقدام مستقیم از نظر سطح خطر فیزیکی و سیاسی، تکنیک‌های عملیاتی و میزان استفاده دقیق و متمایز از زور برای دستیابی به اهداف خاص، با اقدامات تهاجمی متعارف متفاوت است.
نیروهای مسلح ایالات متحده آمریکا و بسیاری از متحدان آن، دفاع مستقیم را یکی از مأموریت‌های اساسی عملیات ویژه می‌دانند. برخی از واحدها در آن تخصص دارند، مانند یگان ویژه نیروی دریایی ایالات متحده آمریکا و هنگ ۷۵ تکاوران و سایر واحدها، مانند نیروهای ویژه (نیروی زمینی ایالات متحده آمریکا)، قابلیت‌های دفاع مستقیم دارند اما بیشتر بر سایر عملیات تمرکز می‌کنند.